# Glénat Editions
Glénat Editions, és una empresa francesa de còmics, presidida per Jacques Glénat. Publica a França, Benelux i Suïssa. L'editorial va ser fundada el 1969 a Grenoble per Jacques Glénat amb el nom oficial de Glénat Éditions. El març de 2007, Glénat va obrir Glénat Quebec, que pretén trobar autors de còmics quebequesos per distribuir-los al mercat canadenc i potser europeu. La primera aparició pública d'aquesta divisió encapçalada per Christian Chevrier va tenir lloc al Saló internacional del llibre de Quebec l’abril de 2007.
Glénat és el responsable de l'expansió del manga en francès amb la publicació en 1990 d'Akira i en 1993 de Bola de Drac. Líder del mercat francès durant molt de temps, que va perdre en la dècada dels 2000 enfront de Kana del grup Dargaud, encara és una de les principals editorials del sector, havent publicat títols importants com One Piece, Bleach i Tokyo Ghoul.
L'octubre de 2011, Joan Navarro i Badia i Félix Sabaté van adquirir a Editions Glénat la seva filial espanyola Glénat Espanya, creada en 1990 i que havia publicat en català títols com Sakura, la caçadora de cartes, i la van rebatejar l'any següent com a Editores de Tebeos (EdT) que tancà el juliol del 2014.